# Спайк (противотанковый ракетный комплекс)
«Спайк» (англ. Spike, ивр. ספייק‎) — семейство израильских многофункциональных противотанковых ракетных комплексов. Разработано фирмой «Rafael».
По экспортным поставкам стоимость ракеты составляет около $200.000, что несколько дешевле конкурирующего комплекса Javelin с ценой ракеты около $240.000, но минимум вдвое дороже ПТУР, использующих ракеты без собственных ГСН (как «Корнет» или TOW, где ракеты стоят около $53.000 — $100.000 (по ряду источников даже от $20.000) при большей пробивной мощности и дальности полёта.
«Спайк» является одним из самых успешных экспортных товаров военного назначения: по состоянию на 2022 год, в мире продано более 30 000 ракет «Спайк» и около 5 000 использовано.

## Устройство
Теле- или Тепловизионная головка самонаведения ракеты расположена в носовой части, за ней находится блок электроники и предзарядное кумулятивное устройство, за которым размещён маршевый двигатель. В центральной части корпуса расположен гироскоп и аккумуляторная батарея, за центральным отсеком оснащённым складными крыльями находится основная кумулятивная боевая часть ракеты с автоматикой взведения и взрывателем. Складывающиеся рули с рулевыми приводами, стартовый двигатель и катушка оптоволоконного кабеля размещены в хвостовой части ракеты.

## Тактико-технические характеристики
- Дальность стрельбы: 50/200/400 — 1 300/2 500/4 000/8 000/25 000 м.
- Диаметр: 75-170 мм
- Масса ракеты: 4/9.8/13-14/34/70 кг
- Боевая часть: тандемная кумулятивная, 3 кг
- Средняя скорость на траектории: 130—180 м/с

## Модификации

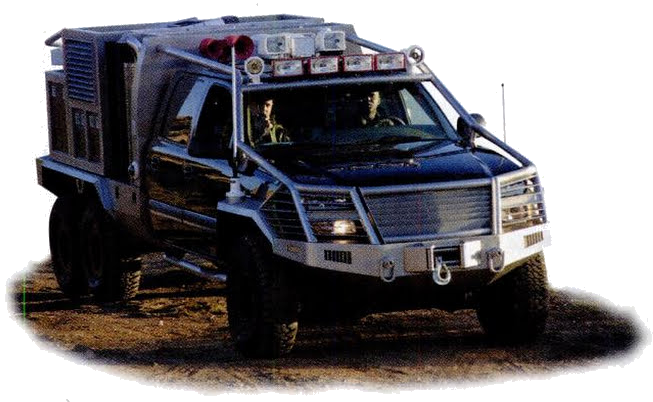
SmarTruck II

- Mini-Spike — версия с ракетой малой дальности (около 1300—1500 м). Предназначена для использования пехотой в качестве противопехотного оружия (англ. anti-personnel guided weapon, сокр. APGW) в условиях противопартизанских боёв и тесной городской застройки (в том числе поражения целей в глубине зданий, под козырьками и навесами). Масса ПУ менее 10 кг[6] (на 4 кг меньше ПУ вариантов SR/MR), а самой ракеты — всего 4 кг. Длина снаряда — 70 см, диаметр — 75 мм. Стоимость примерно втрое меньше версии SR, достигнута в том числе за счёт применения коммерческой электронно-оптической системы с электронной гиростабилизацией и отказа от отдельного тепловизионного прицела (используется ГСН самой ракеты и коррекция её полёта оператором — т. н. англ. man-in the loop).
- Spike-SR (от англ. short range) — версия с ракетой малой дальности (от 50 до 1000 м, в более поздних версиях — 1500 м), применяется для стрельбы с плеча во взводном звене. Масса — 9,8 кг.
- Spike-MR (от англ. medium range; также известна под названием «Гиль») — модификация с ракетой средней дальности (в диапазоне 200—2500 м). Используется пехотой и силами специального назначения. Масса ракеты 14 кг. Реализованы режимы «выстрелил — забыл» и «выстрелил — нашел цель в полёте, скорректировал — забыл».
- Spike-LR (от англ. long range) — более дальнобойная модификация (максимальная дальность — 4000 м, в новой версии — до 5000 м[7]). Используется пехотой и для вооружения лёгких боевых машин. Масса ракеты, указываемая производителем — 13 кг (как и для варианта MR). Бронепробитие — 700 мм для старой версии, 850—900 мм — для новой.
  - Spike-LR II — обновлённый вариант Spike-LR, получивший новые электронику и пусковое устройство. За счёт обновления ПУ общая масса комплекса упала с 44 кг до 25 кг, а новая аппаратура позволила увеличить дальность до 5,5 км при запуске с поверхности или 10 км при запуске в воздухе. Помимо этого, добавлена возможность использования внешнего целеуказания.
- Spike-ER  (от англ. extended range; ранее была известна под прозвищем англ. NT-Dandy, сокр. NT-D) — тяжёлый дальнобойный вариант (максимальная дальность — 8000 м, в новой версии - до 10000 м[8]). Комплекс выпускается в вариантах для мобильных боевых систем и для вертолётов. Масса — 34 кг. Бронепробитие до 1000 мм.
- Spike NLOS (от англ. non-line of sight — стрельба c закрытых позиций; известна под названием «Тамуз») — противотанковая ракета с радиусом действия 25 км и оптоэлектронным наведением в том числе по лазерному лучу, предназначенная для поражения целей, находящихся вне пределов прямой видимости, для чего может использовать внешнее целеуказание. Масса — 70 кг.

Бронепробитие до 2000 мм.
- SmarTruck II — самоходный ПТРК на колёсном шасси 6×6 (на базе пикапа Chevrolet Silverado), разработанный по заказу Национального центра автотранспортной техники Автобронетанкового управления Армии США. Предназначался для применения в контртеррористических операциях и военных операциях, отличных от войны. Оснащался радиоаппаратурой связи, радиолокационными средствами, видеоаппаратурой кругового обзора и двойной пусковой установкой SPIKE с двумя станциями наведения и автоматом заряжания из магазина ёмкостью 18 ракет[9].

## Операторы
- Австралия: 129 БМП AS21 Redback и 211 БРМ Boxer CRV комплектуются Spike-LR II.
- Азербайджан: 250 Spike NLOS на бронеавтомобилях Plasan SandCat и модифицированных вертолётах Ми-8.
- Бельгия: 66 Spike-MR в строю[10][11]. Всего между 2013 и 2015 годами закуплено 240 штук. Планируется замена на SAAB MMP.
- Болгария: некоторое количество Spike NLOS.
- Бразилия: 10 ПУ и 100 ракет Spike-LR закуплены в 2021 году.[12]
- Великобритания: в 2007 году закуплено 600 ракет Spike NLOS для 12 ПУ в местном варианте самоходного ПТРК на базе M113.[13] В Армии имеет официальное обозначение Exactor ATGM.
- Венгрия: Spike-LR II устанавливаются на БМП Rheinmetall Lynx, а Spike-ER на вертолёты H145M.
- Германия: 529 ПУ Spike-LR[14], из них 179 переносных и 350 на БМП Puma S1. В Бундесвере имеет обозначение MELLS[15]. 
  - Ракеты производятся по лицензии на предприятии EuroSpike GMBH в модификациях Spike-LR и Spike-LR II.
- Греция: 500 ракет Spike NLOS и 34 ПУ, устанавливаемые на автомобили, патрульные катера и вертолёты AH-64D Apache.
- Дания: EuroSpike-LR II под обозначением PVMS[16] SPIKE-LR.
- Индия: В апреле 2019 года приняла решение о срочной закупке 12 Spike-MR, некоторого количества Spike NLOS[17] и 240 ракет к ним[5][18][19]. Часть ПТРК установлена на модифицированные вертолёты Ми-17.[20]
  - В августе 2023 подписан контракт на начало лицензионного производства Spike-SR совместным предприятием KRAS - Kalyani & Rafael Advanced Systems[21].
- Израиль
- Испания: 2630 ракет, 236 переносных ПУ[22] Spike-LR, а также 200 Spike-ER на вертолётах Tigre HAD-E.
- Италия: 1495 Spike-LR и Spike-LR II на вооружении Сухопутных войск, а также ракет 750 Spike-ER для 32 вертолётов A-129 Mangusta с комплексом TOPLITE.
- Камерун: неизвестное количество Spike-MR заказано в 2022 году для группировки войск на границе с ЦАР.
- Канада: Spike-LR II на вооружении Командования специальных операций и бригады НАТО в Латвии.
- Кипр: Spike-LR II устанавливаются на истребители танков Enok-AB 4.8 Tankhunter.[23]
- Колумбия: переносные ПТРК Spike-LR, Spike-ER и Spike NLOS, а также Spike-LR и Spike NLOS на вертолётах AH-60L Arpía IV[22]
- Латвия: Spike-SR, Spike-LR и Spike-ER II на вооружении Сухопутных войск.
- Литва: 1000 ракет Spike-LR и Spike-LR II для колёсных БМП Vilkas.
- Нидерланды: всего заказано с 2001 год 297 ПУ Spike-MR и 2433 ракет к ним. На вооружении ВС Нидерландов имели обозначение Gill, MR AT. Позже заменены на Spike-LR (Spike-ATR). Модифицированные БМП CV9035NL MLU комплектуются ПТРК Spike-LR2. Кроме того, в 2024 году было объявлено о планах замены всех наличных ПТРК и ракет предыдущих модификаций на LR-2.[24]
- Перу: 244 ракеты[22], 48 ПУ[25] Spike-ER и Spike-LR.
- Польша: 2675 ракет, 264 ПУ[22], а также некоторое количество на БТР KTO Rosomak. 
  - Spike-LR производится в Польше по лицензии на заводе Mesko.
- Республика Корея: Spike NLOS используются для береговой обороны, а также устанавливаются на вертолётах AW159 Wildcat и бронеавтомобилях Plasan SandCat ВМС Южной Кореи.
- Румыния: не менее 3000 ракет Spike-LR и Spike-ER, из них бо́льшая часть установленные на БМП MLI-84M Jderul Spike-LR.
- Сингапур: переносные ПУ Spike-SR и Spike-LR, а также Spike-LR II на БМП Hunter IFV. 
  - Ракеты производятся по лицензии на предприятии ST Engineering Ltd.
- Словакия: 10 переносных ПУ Spike-LR и некоторое количество Spike-LR II на БМП CV90 Mk. IV.
- Словения: 75 ракет Spike-MR и 50 ракет EuroSpike-LR на разведывательных машинах Valuk-25 с боевым модулем Rafael OWS-25R.
- США: Spike NLOS на вертолётах AH-64E Apache.
- Таиланд: В 2022 году заказано неизвестное количество Spike-MR.
- Филиппины: Spike NLOS на вертолётах AW159 Wildcat и патрульных катерах типа Acero.
- Финляндия: EuroSpike-LR под обозначением PstOhj 2000M, Spike-LR2 под обозначением PstOhj 2000-LR2 и Spike-ER под обозначением RanOhj 06. В конце 2022 года закуплено неизвестное количество Spike-SR (PstOhj-SR).
- Хорватия: 200 Spike-LR для 16 колёсных БМП BOV-CRO.
- Чехия: 500 Spike-LR на БМП Pandur 2 и несколько сотен Spike-LR II на БМП CV90 Mk. IV.
- Чили: 2200 ракет Spike-MR и Spike-ER. Часть установлена на БМП Marder.
- Швейцария: EuroSpike-LR II в 2023 году выбран новым стандартным ПТРК ВС Швейцарии[26].
- Эквадор: 244 ракеты[27]
- Эстония: 18 ПУ Spike-LR II на вооружении Сухопутных войск[28][29] и 500 Spike-SR на вооружении Кайтселийта.

### Нелицензионные копии
- Иран: полученные методом обратной инженерии клоны Spike-SR, Spike-MR и улучшенного Spike-ER под обозначениями Badr[30], Almas и Almas-3 соответственно выпускаются с 2017 года. Кроме них, также в 2015 году разработаны местные варианты Spike-LR и Spike-ER под обозначениями Almas-2 и Almas-4 соответственно. Имеются как копии переносных ПУ, так и точки подвески для запуска с БПЛА HESA Ababil 3[31] и Mohajer-6[32] КСИР. Отличительная особенность Almas-3 от Spike-ER в наличии оптоэлектронного наведения, сходного с применяемым в Spike NLOS. На экспорт предлагается вариант Almas-3 для установки на вертолёты.
  -  КНДР: в 2018 году были представлены ПТРК серии Bulsae-6, которые являются северокорейскими версиями иранских Almas и Almas-3. С большой вероятностью переносной ПТРК M2022 тоже разработан на основе Badr или является его копией[33].
- Ливан: некоторое количество Almas и Almas-3 передано Хезболле Ираном в конце 2023[34]. Предположительно, начиная с 2024 года, могут собираться из комплектов частей на территории самого Ливана.[35]

## Испытания
В 2009 году от 244 до 288 ракет «Спайк» и 24 пусковые установки были закуплены Перу (общая сумма контракта составила от 48 до 55.8 млн долларов). В ходе испытательных стрельб, состоявшихся 16 апреля 2010 года, было выпущено две ракеты. Первая отстреливалась днём и успешно поразила цель. Вторая была выпущена ночью на глазах большого количества высокопоставленных гостей и журналистов, однако маршевый двигатель не запустился и ракета упала в полусотне метров от людей, но не взорвалась. Материалы последующего бурного обсуждения инцидента «дают основания полагать, что интересы производителя Spike активно лоббировали коррумпированные перуанские чиновники и бизнесмены, чья конечная цель — 650 млн долларов, выделенных на реализацию масштабной программы модернизации ВС Перу». Следствием скандала стал визит в начале мая 2010 года в Лиму главы компании «Rafael» с целью лично дать пояснения заказчику относительно причин инцидента, который он назвал «непредвиденной случайностью». Ранее он сообщил, что такие «… ПТРК поставлены в 17 армий мира, включая и армию Израиля; выпущено более 1800 ракет, уровень надёжности составляет около 95 %». После встречи Минобороны и армейское командование Перу «приняли решение требовать от поставщика обменять поставленные ракеты на более новые».
В конце ноября 2013 года ВМС Южной Кореи провели испытания ПТРК. «Ракета точно поразила цель, находившуюся в 20 километрах к юго-западу от острова Пэннёндо», — сообщило южнокорейское агентство «Ренхап» со ссылкой на ВМС страны. Ракетные комплексы «Спайк» Вооружённых Сил Южной Кореи развёрнуты на островах Ёнпхёндо и Пэннёндо в Жёлтом море. Они призваны предотвратить возможные провокации со стороны Северной Кореи.

## Боевое применение
- Вторая ливанская война (2006): Spike-MR использовались ЦАХАЛ как противобункерное средство. Несколько штук было захвачено ливанцами и продано в Иран.
- Война в Ираке (2003—2011): Exactor ATGM применялись артиллерией ВС Великобритании как средство для борьбы с укрытыми миномётами.
- Конфликт в секторе Газа: применяются Армией Израиля в ходе всех крупных операций на территории Сектора Газа и Западного берега реки Иордан[5].
- Война в Афганистане (2001—2021): Exactor ATGM применялись артиллерией ВС Великобритании, а Spike-ER авиацией сухопутных войск Италии.[38]
- Апрельский конфликт в Нагорном Карабахе (2016): ВС Азербайджана было подбито несколько танков Армии НКР с помощью Spike NLOS.[39][40][41]
- Вторая карабахская война (2020): обильно применялись Армией Азербайджана для уничтожения бронетехники и технических средств (РЛС, ЗРК) Армии НКР и ВС Армении.[42][43]
- Третья интифада (2023—2025): оригинальные Spike различных модификаций использовались ЦАХАЛ, а поставленные из Ирана Almas и Almas 3 применялись организацией Хезбалла.
- Война в Киву: согласно исследованию ООН[44], ВС Руанды дважды использовали полученные с чёрного рынка Spike-ER 2021 года выпуска во время интервенции на стороне Движения 23 марта в июне 2024 года.